# Emad Mohammed
Emad Mohammed Ridha (en arabe : عماد محمد رضا) né le 24 juillet 1982 à Karbala, est un joueur de football international irakien, qui joue au poste d'attaquant. Il se reconvertit ensuite entraîneur.

## Statistiques

### En club
| Saison    | Club            | Pays   | Championnat             | Championnat | Championnat |
| Saison    | Club            | Pays   | Division                | Matchs      | Buts        |
| --------- | --------------- | ------ | ----------------------- | ----------- | ----------- |
| 2004-2005 | Al-Wakrah       | Qatar  | Qatar Stars League      | 30          | 11          |
| 2005-2006 | Foolad Ahvaz    | Iran   | Iran Pro League         | 14          | 8           |
| 2006-2007 | Sepahan Ispahan | Iran   | Iran Pro League         | 21          | 9           |
| 2007-2008 | Sepahan Ispahan | Iran   | Iran Pro League         | 26          | 8           |
| 2008-2009 | Sepahan Ispahan | Iran   | Iran Pro League         | 29          | 14          |
| 2009-2010 | Sepahan Ispahan | Iran   | Iran Pro League         | 28          | 19          |
| 2010-2011 | Zamalek         | Égypte | Egyptian Premier League | 2           | 0           |
| 2011      | Shahin Bushehr  | Iran   | Iran Pro League         | 11          | 3           |
| 2011-2012 | Sepahan Ispahan | Iran   | Iran Pro League         | 22          | 9           |

## Palmarès

### En club
- Avec Al-Zawra'a :
  - Champion d'Irak en 1999, 2000 et 2001.
  - Vainqueur de la Coupe d'Irak en 1999 et 2000.

- Avec Sepahan Ispahan :
  - Champion d'Iran en 2010.
  - Vainqueur de la Coupe d'Iran en 2007.
  - Meilleur buteur d'Iran Pro League en 2010 (19 buts).

### En sélection
- Avec l'équipe d'Irak :
  - Champion d'Asie de l'Ouest en 2002.